# Сверхновая типа Ia

Спектр SN 1998aq, сверхновой типа Ia, один день после максимума света в полосе B

Сверхновая типа Ia (читается «один-а», англ. Type Ia supernova) — подкатегория сверхновых звёзд. Сверхновая типа Ia является результатом термоядерного взрыва белого карлика.

## Происхождение названия и классификация
Сверхновая типа Ia является подкатегорией в схеме классификации сверхновых Минковского-Цвикки, разработанной немецко-американским астрономом Рудольфом Минковским и швейцарским астрономом Фрицем Цвикки. Данная классификация была основана на спектральных характеристиках излучения и не совпадает с механизмом происходящих процессов: тип сверхновых Ia связан с термоядерным взрывом вещества белого карлика, тогда как сверхновые Ib, Ic и все сверхновые II типа связаны с коллапсом ядра звезды.
В 2013 году было предложено дополнительно из сверхновых Ia выделить отдельный класс сверхновых типа Iax, которые отличаются меньшей светимостью, сохранением белого карлика после взрыва (по крайней мере частью звёзд) и приобретением их остатками больших скоростей. Фактическим отличием этих двух типов является степень вовлечённости вещества карлика в термоядерное «горение» — в классических Ia термоядерный синтез затрагивает весь объём звезды, полностью её рассеивая, тогда как в Iax из-за несимметричности процессов взрывается лишь часть звезды, а оставшаяся часть так и остаётся в виде компактного объекта. В свою очередь эти сверхновые отличаются от новых звёзд тем, что в последних при аккреции в какой-то момент начинается термоядерная реакция, которая затрагивает только слой этого вещества, не затрагивая остальной объём звезды, и данный механизм при продолжении аккреции может повторяться вновь и вновь. При взрыве Iax процесс распространяется на значительную часть звезды и по оценкам сверхновые Iax составляют от 5 до 30 % Ia.

## Механизмы образования

### Аккреционный механизм
Белый карлик является «остатком» звезды, которая завершила свой нормальный жизненный цикл, термоядерные реакции прекратились, а внешняя оболочка в процессе эволюции была сброшена. То есть, по сути белый карлик является ядром бывшей звезды, которое в дальнейшем может лишь остывать. Однако белый карлик — объект с чрезвычайно большой плотностью и гравитацией, и он может аккрецировать вещество. В первую очередь это происходит в двойных системах, где второй и изначально более лёгкий, а значит, и менее проэволюционировавший компонент подошёл к стадии красного гиганта и заполнил свою полость Роша. Вещество его оболочки через точку Лагранжа L1 начинает «перетекать» на белый карлик, увеличивая его массу. Физически белые карлики с низкой скоростью вращения ограничены по своей массе пределом Чандрасекара (около 1,44 солнечных масс). Это максимальная масса, которая может быть скомпенсирована давлением вырожденных электронов. После достижения этого предела белый карлик начинает коллапсировать в нейтронную звезду следующим образом.
По мере аккреции растут температура и давление в ядре белого карлика. Однако с ростом плотности в центре увеличиваются и потери энергии из-за нейтринного охлаждения. При достижении же плотности в 2⋅109 г/см3 подавляются процессы электронного экранирования в вырожденном газе и начинаются термоядерные реакции, энергия которых превышает нейтринные потери. В течение следующих ∼1000 лет эта «тлеющая» область ядра испытывает всё более ускоряющуюся конвекцию. В обычных звёздах существует гидростатическое равновесие: если энерговыделение в ядре увеличивается, то звезда расширяется и давление в ядре падает, и наоборот. Белые же карлики состоят из атомных ядер и вырожденного электронного газа, в уравнение состояния которого температура не входит — давление в недрах белого карлика зависит только от плотности, но не от температуры. Начинается самоускоряющееся термоядерное горение, где повышение температуры ускоряет ядерные реакции, что приводит к дополнительному росту температуры.
Несмотря на несколько десятилетий работы над гидродинамикой этого взрывного механизма, до сих пор учёными не было достигнуто ясного консенсуса относительно того, взорвется ли звезда в результате дозвуковой ядерной дефлаграции, которая становится сильно турбулентной, или же изначальной фазой является турбулентная, а затем следует замедленная детонация во время расширения. Однако уже ясно, что механизм быстрой детонации несовместим со спектрами сверхновых типа Ia, так как он не производит достаточного количества наблюдаемых промежуточных элементов (от кремния до подгруппы железа). Расчёты показывают, что на момент взрыва масса белого карлика достигает примерно 99 % предела Чандрасекара.
При взрыве температура в ядре достигает миллиарда градусов, а значительная часть вещества белого карлика, состоявшего в основном из кислорода и углерода, за несколько секунд превращается в более тяжёлые элементы и выбрасывается в окружающее пространство со скоростями до 5 000 — 20 000 км/с, что составляет примерно 6 % от скорости света. Выделенной энергии (1—2⋅1044 Дж) достаточно чтобы полностью разорвать звезду, то есть отдельные её составляющие части получают достаточно кинетической энергии, чтобы преодолеть гравитацию.

### Механизм слияния
Существует и другой механизм запуска термоядерных реакций. Белый карлик может слиться с другим белым карликом (не менее 80 % всех сверхновых Ia типа по одним данным, менее 15 % или даже как чрезвычайно редкое по другим) и на короткое время может превысить предел массы и начать коллапсировать, снова поднимая свою температуру до достаточной для ядерного синтеза. В течение нескольких секунд после начала ядерного синтеза со значительной частью вещества белого карлика происходит быстрая термоядерная реакция с выделением большого количества энергии (1—2⋅1044 Дж), вызывающая взрыв сверхновой звезды.

## Кривая блеска

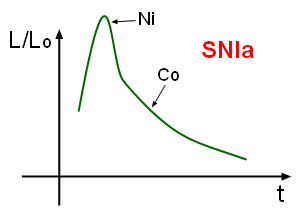
График зависимости светимости (в светимостях Солнца, L0) от времени для сверхновой типа Ia. Пик в первую очередь обусловлен распадом никеля-56 (Ni), в то время как на более поздней стадии светимость определяет распад кобальта-56 (Co).

Сверхновые типа Ia имеют характерную кривую блеска, максимум светимости достигается спустя некоторое время после взрыва. Вблизи максимальной светимости спектр содержит линии элементов от кислорода до кальция; это главные составляющие внешних слоев звезды. Спустя месяцы после взрыва, когда внешние слои расширились до точки прозрачности, в спектре преобладает свет, излучаемый материалом около ядра звезды — тяжелыми элементами, синтезированными во время взрыва; наиболее заметны изотопы, близкие к массе железа (элементы подгруппы железа). В результате радиоактивного распада никеля-56 через кобальт-56 в железо-56 образуются высокоэнергетические фотоны, которые преобладают в излучении остатка сверхновой.

## Наблюдения
Категория сверхновых типа Ia обладает одинаковой максимальной светимостью из-за однозначно ограниченных пределом Чандрасекара одинаковых масс белых карликов, которые взрываются посредством механизма аккреции. Постоянство этого значения позволяет использовать такие взрывы в качестве стандартных измерителей (т. н. «стандартных свечей», хотя ими могут быть и другие астрономические объекты) для измерения расстояния до их галактик, поскольку визуальная звёздная величина сверхновых типа Ia оказывается зависимой прежде всего от расстояния.
Исследование использования сверхновых типа Ia для измерения точных расстояний было впервые начато в 1990-е годы. В серии публикаций в рамках проекта обзора сверхновых было показано, что хотя сверхновые типа Ia не все достигают одинаковой пиковой светимости, один параметр, измеренный на кривой светимости, может быть использован для приведения исходных данных измерения взрывов сверхновых Ia в стандартные значения свечи. Первоначальная коррекция стандартного значения свечи известна как соотношение Филлипса и была показана способность измерять этим способом относительные расстояния до точности в 7 %. Причина этой однородности в пиковой яркости связана с количеством никеля-56, полученного в белых карликах, предположительно взрывающихся вблизи предела Чандрасекара.
Сходство в профилях абсолютной светимости почти всех известных сверхновых типа Ia привело к их использованию в качестве стандартной свечи во внегалактической астрономии. Усовершенствованные калибровки шкалы расстояния по цефеидам и измерения расстояния до NGC 4258 по динамике излучения мазера в сочетании с диаграммой Хаббла расстояний сверхновых типа Ia привели к улучшению значения постоянной Хаббла.
В 1998 году наблюдения далёких сверхновых типа Ia показали неожиданный результат, что Вселенная, возможно, ускоренно расширяется. За это открытие трое учёных из двух рабочих групп были впоследствии награждены Нобелевскими премиями.
Тем не менее сценарии слияния оставляют вопросы о применимости сверхновых типа Ia в качестве стандартных свечей, поскольку общая масса двух сливающихся белых карликов значительно варьируется, что означает, что яркость также изменяется.
В 2020 году группа корейских исследователей показала, что с очень высокой вероятностью светимость этого типа сверхновых коррелирует с химическим составом и возрастом звёздных систем — а следовательно, применение их для определения межгалактических расстояний, в том числе для определения скорости расширения Вселенной — может давать ошибку. А поскольку ускорение расширение Вселенной установлено с помощью стандартных свечей этого типа — вызывает сомнение концепция тёмной энергии, введённой для объяснения феномена ускоряющегося расширения.

## Подтипы
Существует значительное разнообразие внутри класса сверхновых типа Ia. С учетом этого было выявлено множество подклассов. Два известных и хорошо изученных примера включают сверхновые типа 1991T — подкласс, который демонстрирует особенно сильные линии поглощения железа и аномально мало кремния, и тип 1991bg — исключительно тусклый подкласс, характеризующийся сильными ранними характеристиками поглощения титана и быстрой фотометрической и спектральной эволюцией. Несмотря на их аномальные светимости, члены обеих специфических групп могут быть стандартизированы с использованием соотношения Филлипса для определения расстояния.